# Zatoka Króla Jerzego (Australia)
Zatoka Króla Jerzego (ang. King George Sound) – zatoka Oceanu Indyjskiego, w obrębie Wielkiej Zatoki Australijskiej, u południowo-zachodniego wybrzeża Australii, w stanie Australia Zachodnia.
Powierzchnia zatoki wynosi 91 km². Z otwartym morzem łączy się na wschodzie, a u wejścia mierzy 8 km szerokości. Zatoka stanowi naturalny port, nad którym powstało miasto Albany.
Zatokę zbadał w 1791 roku kapitan George Vancouver, który nadał jej nazwę na cześć ówczesnego króla Wielkiej Brytanii, Jerzego III.